# Reserva natural especial de Montaña Roja
La reserva natural especial de Montaña Roja es un espacio protegido localizado en el municipio de Granadilla de Abona, al sur de Tenerife (Canarias, España). Con una superficie de 166 ha constituye una de las mejores muestras de hábitats de arenas inorgánicas de la isla donde también están representados humedales. Dentro de la reserva destaca el volcán de Montaña Roja con sus 171 m de altura. El conjunto formado por el cono volcánico reciente y las extensas zonas y playas arenosas, llamadas médanos, que se extienden por la zona, tiene un importante valor paisajístico.

## Vegetación
La reserva atesora un importante valor florístico, con más de 136 especies de plantas, algunas de ellas amenazadas. Entre las especies de la zona destacan el balancón (Traganum moquinii), especie frecuente que se instala encima de las dunas costeras, las lechetreznas (Euphorbia paralias), que son tabaibas de pequeño tamaño, las meleras (Ononis tournefortii), los treintanudos (Polygonium balansae), etc. Entre la vegetación del tabaibal se encuentra la tabaiba dulce (Euphorbia balsamifera), los cardoncillos (Ceropegia fusca) y algunos cardones (Euphorbia canariensis).

## Fauna
La franja costera, dominada por playas, bajíos y lagunas supralitorales son lugares importantes para la invernada y migración de aves limícolas, como correlimos (Calidris alpina), chorlitejos (Charadrius alexandrinus), agujas (Limosa lapponica), zarapitos (Numenius phaeopus) y archibebes (Tringa totanus). También se observan diversas especies de gaviotas (Larus), charranes (Sterna) y garcetas (Egretta garzetta).
El interior alberga una interesante avifauna propia de lugares áridos, siendo frecuentes el bisbita caminero (Anthus berthelotii), curruca tomillera (Sylvia conspicillata) y más escasas las poblaciones de alcaudón real (Lanius meridionalis), abubilla (Upupa epops), camachuelo trompetero (Bucanetes githagineus) y terrera marismeña (Calandrella rufescens). Se ha observado aquí al corredor (Cursorius cursor) y con cierta frecuencia al alcaraván (Burhinus oedicnemus).
El chorlitejo patinegro (Charadrius alexandrinus) tiene en esta zona su último reducto donde nidificar en la provincia, ya que esta especie ha desaparecido de la zona costera de Los Cristianos y Las Américas debido a la alteración de sus hábitats y a la presencia humana.
La fauna tiene además una gran riqueza de invertebrados, muchos de ellos endémicos. Cabe destacar la presencia de especies endémicas de esta zona del género Pimelia de escarabajos.